# Alcamín
Alcamín fue una aldea de la Comunidad de Teruel situada en el término de Villalba de Suso y que perteneció a la Sesma del Campo de Visiedo.

## Historia
Fue parte de la Sexma del Campo de Visiedo. En el fogaje de 1495 su población era de solo 1 fuego.

## Toponimia
Es un probable topónimo mozárabe, derivado del latino CAMINUM, como la palabra española camino, pero con artículo árabe al agregado.